# Badr (Ägypten)
Badr (arabisch بدر) ist eine Stadt im Nordosten des Gouvernements al-Qahira in Ägypten. Badr ist eine Industriestadt und umfasst 129 Fabriken. Darüber hinaus befinden sich noch 350 Fabriken im Bau. Sie gehört zu der New Urban Communities Authority. Die Stadt hatte 2017 31.398 Einwohner.

## Geografie
Badr ist die nächstgelegene Industriestadt zum internationalen Flughafen Kairo und zum Hafen von Sues. Sie liegt in der Nähe des Nildeltas und des Suezkanals.

## Wichtige Organisationen
Universitäten in der Stadt:
- Egyptian Russian University[3][4]
- Future University in Egypt
- Egyptian E-Learning University
- Badr University in Cairo BUC

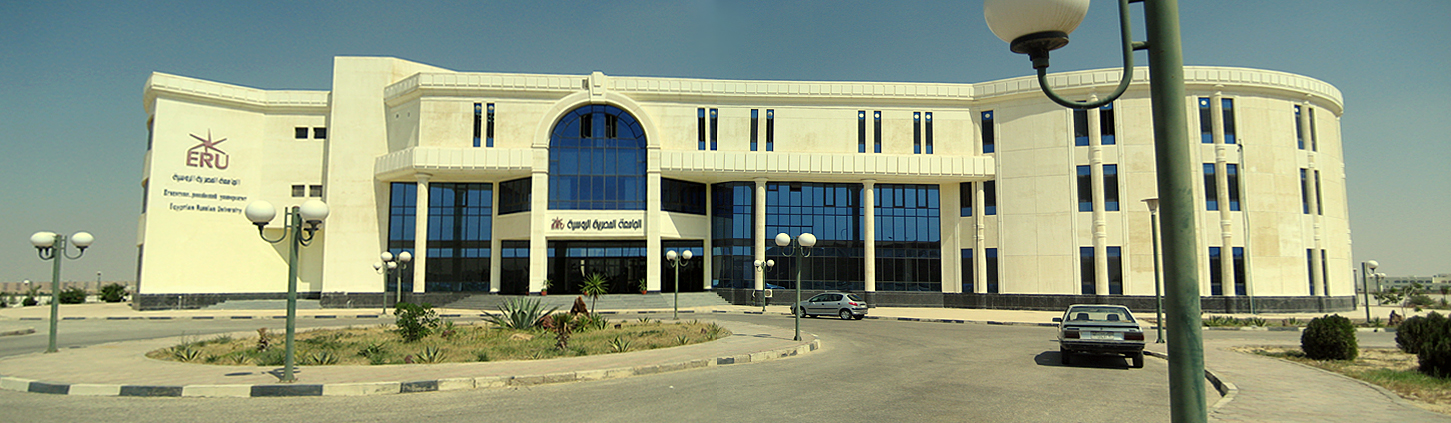
Gebäude der Egyptian Russian University

Die Stadt hat ein zentrales nationales Krankenhaus, das Badr Hospital. Das Krankenhaus wurde Anfang 2005 gegründet und nahm 2009 seine Arbeit auf. Das Badr Hospital gehört der Helwan-Universität und ist als Universitätskrankenhaus ausgewiesen.

## Klima
Badr hat ein heißes Wüstenklima. Das Klima ist im Allgemeinen das ganze Jahr über extrem trocken, mit Ausnahme einiger Regenfälle in den Wintermonaten. Neben der Seltenheit von Regen ist extreme Hitze während der Sommermonate auch ein allgemeines Klimamerkmal von Badr, obwohl die Tagestemperaturen im Herbst und Winter milder sind. Die Köppen-Geiger-Klassifikation klassifiziert das Klima als heiße Wüste, wie das übrige Ägypten.